# 지미 왕 양

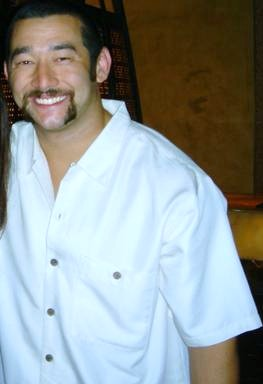

제임스 카슨 윤(James Carson Yun, 1981년 5월 13일 ~ )은 미국의 프로레슬링 선수이다. 링 네임인 지미 왕 양(Jimmy Wang Yang)이나 아키오(Akio)로 알려져 있다. 아버지가 한국인인 한국계 미국인이다.